# La famiglia Addams (serie animata 1992)
La famiglia Addams (The Addams Family) è una serie animata statunitense del 1992 prodotta da Hanna-Barbera e basata sui personaggi de La famiglia Addams disegnati da Charles Addams. È la seconda serie animata basata sugli Addams, dopo La famiglia Addams del 1973.

## Trama
La famiglia Addams vive nell'allegra cittadina di Happydale Heights, dove deve affrontare una serie di individui o criminali che tentano di farla sloggiare dalla propria dimora o catturare uno di loro (solitamente lo Zio Fester), per nefandi propositi.
Il primo episodio trasmesso mostra un complotto contro lo zio Fester da parte della nemesi di Norman Normanmeyer, un gangster senza volto. Gli episodi successivi introducono i "cattivi" più comuni della serie, una famiglia ossessionata con l'abbigliamento intimo, i Normanmeyer, che vive alla porta accanto della casa degli Addams e che li disprezza perché li ritiene un affronto alla tipica vita suburbana.
Gli episodi con protagonisti i Normanmeyer di solito vedono protagonisti Norman e Normina che cercano di liberare Happydale dalla presenza della famiglia Addams o spiare gli Addams. Il figlio N.J. è amico di Mercoledì e Pugsley, cosa che inevitabilmente porta al conflitto all'interno della famiglia Normanmeyer.
All fine, dopo numerosi episodi, quando il conflitto si risolve, di solito Gomez propone un ballo di famiglia. Il primo ballo suggerito da Gomez, solitamente viene rifiutato a causa di qualche strana richiesta. Di solito lo Zio Fester fornisce delle motivazioni per le quali la prima proposta di Gomes non dovrebbe essere accettata, anche se talvolta i due si trovano con le parti invertite: lo Zio Fester che propone un ballo e Gomez che ne motiva il rifiuto. La seconda proposta di solito viene accettata e di solito c'è anche una condizione per eseguire quella danza.

## Episodi
| Stagione         | Episodi | Prima TV |
| ---------------- | ------- | -------- |
| Prima stagione   | 23      | 1992     |
| Seconda stagione | 15      | 1993     |

## Personaggi e doppiatori
- Gomez Addams, doppiato da John Astin in inglese e Stefano De Sando in italiano.
Il patriarca della famiglia e il fratello minore di Fester. È un padre premuroso ed entusiasta ed è profondamente innamorato di Morticia. Diventa eccitato e romantico ogni volta che lei (o lui stesso) parla in una lingua straniera o menziona violenza o sofferenza. Di solito trascorre il suo tempo in attività insolite in casa, per lo più in compagnia di Fester. A differenza delle altre versioni del personaggio, il Gomez del cartone animato viene solitamente raffigurato con indosso un abito rosa.
- Morticia Addams, doppiata da Nancy Linari in inglese e Margherita Sestito in italiano.
La matriarca della famiglia. Come il marito è molto presa dalla prole e restituisce l'attenzione amorosa che riceve da Gomez. I suoi hobby includono l'arte e prendersi cura delle piante. È una vamp e indossa abiti neri in stile goth. Gomez l'appella con il soprannome "Tish". La frase ricorrente di Morticia è "Oh, Gomez".
- Mercoledì Addams, doppiata da Debi Derryberry.
La figlia intelligente di Gomez e Morticia e la sorella minore di Pugsley. Dimostra scarso entusiasmo per la maggior delle attività e si diverte a torturare il fratello con oggetti pericolosi, anche se in un'atmosfera amichevole. A differenza delle altre versioni del personaggio, è la più alta dei due bambini. Mercoledì ha le trecce, indossa un abito blu e spesso porta con sé la propria bambola senza testa Marie, che lei considera una delle sue migliori amiche.
- Pugsley Addams, doppiato da Jeannie Elias.
Il figlio di Gomez e Morticia e il fratello maggiore di Mercoledì. È un bambino sovrappeso con i capelli biondi un po' cupo. Ha uno stretto legame con sua sorella, ma lo dimostra terrorizzandola (come del resto fa anche lei con lui). Pugsley di solito indossa una maglietta gialla a righe verdi.
- Zio Fester, doppiato da Rip Taylor in inglese e Ambrogio Colombo in italiano.
Il fratello maggiore e calvo di Gomez, che adora gli esplosivi e farsi saltare in aria. Di solito si unisce ai bambini con i loro progetti stravaganti, portandoli al limite, e passa anche molto del suo tempo a inventare e creare formule nel laboratorio sotterraneo. Lo zio Fester ha anche un supereroe omologo chiamato Festerman, che è il protettore di Happy Dale Heights nel fumetto Festerman scritto dallo stesso Fester. La frase tipica di zio Fester è "Oh, dannazione". Uno sketch ricorrente della serie è quello in cui lo zio Fester non crede che la nonna abbia poteri psichici. Lo zio Fester è allergico alla panna montata.
- Nonna Addams o Floradore Frump, doppiata da Carol Channing.
Madre di Morticia, suocera di Gomez e nonna di Mercoledì e Pugsley. La nonna è una strega dotata di poteri psichici, espressi attraverso una sfera di cristallo che lei utilizza per predire la fortuna attraverso la sua attività della "linea calda psichica". La nonna è spesso alla ricerca di un fidanzato, ma senza successo. Non va d'accordo con Fester. A differenza del personaggio del telefilm del 1964, non è la madre di Gomez ma di Morticia, che nella serie televisiva era un personaggio completamente diverso.
- Lurch, doppiato da Jim Cummings.
Il maggiordomo della famiglia Addams dalla pelle blu. Lurch è molto alto e forte e intimidisce la maggior parte degli ospiti, anche se di fatto ha un carattere dolce. Non parla quasi mai e normalmente risponde mugugnando a bassa voce. La sua frase caratteristica è "No comment", che pronuncia quando gli viene chiesto di testimoniare o quando viene coinvolto nei giochi della famiglia. Lurch è il miglior amico di Mercoledì.
- Mano: il cucciolo degli Addams, Mano è una mano staccata dal corpo. Aiuta di continuo la famiglia sporgendo oggetti. Vive in una scatola e può spuntare ovunque nella casa. A differenza delle altre versioni, in questa serie ha anche la possibilità di volare.
- Cugino Itt, doppiato da Pat Fraley.
Cugino di Gomes e Fester. Il Cugino Itt ha il corpo completamente ricoperto di capelli e parla con una voce acuta emettendo versi incomprensibili che altri personaggi a volte comprendono. Anche se parte del cast principale della serie, il Cugino Itt non è presente in tutti gli episodi, così come accade per la sua controparte nella serie live-action. Il Cugino Itt è apparentemente un agente governativo. Il Cugino Itt e lo Zio Fester sono legati.
- Snappy: un alligatore timido che vive con la famiglia Addams.
- Norman Normanmeyer, doppiato da Rob Paulsen in inglese e da Oliviero Dinelli in italiano.
 Vicino di casa degli Addams e principale antagonista della serie. Opposto a questi ultimi in quasi tutti i modi, è spesso indignato per le loro attività bizzarre e cerca di sabotarli molto spesso. Nonostante il suo disprezzo per la famiglia Addams, l'ossessione di Norman per la biancheria intima (tanto da averne la casa addobbata) lo rende "anormale" quanto gli Addams. Normanmeyer indossa un abito blu, è magro ed è l'amministratore delegato di un'azienda di biancheria intima chiamata "Normanwear". Lo zio Fester è affezionato a Norman e pensa che sia il suo migliore amico, ma in realtà Normanmeyer lo odia profondamente, cercando sempre di metterlo nei guai (in un episodio arriverà addirittura a ballare per la gioia dopo l'arresto di Fester). Il soprannome di Norman per zio Fester è "Norm". Norman è anche membro del consiglio comunale di Happydale, cercando costantemente di scacciare gli Addams dalla città. Ha una moglie di nome Normina e un figlio di nome Norman Junior. Di questi due la prima, come il marito, non sopporta gli Addams, mentre Norman Junior non li disprezza affatto, essendo infatti un caro amico di Pugsley e Mercoledì.

## Produzione
La serie è stata prodotta da Hanna-Barbera, che aveva prodotto anche la serie del 1973. Lo sviluppo del cartone è iniziato con l'arrivo nelle sale del film del 1991 La famiglia Addams (The Addams Family).
Poiché destinato ad un pubblico infantile, molta della natura macabra della famiglia Addams venne attenuata. Diversamente dalla versione live action. Per questa serie animata i personaggi vengono completamente ridisegnati, rispetto alle vignette di Charles Addams e alla precedente serie animata del 1973, pur rimanendo una certa rassomiglianza con i disegni originali. Lurch, ad esempio, ha la pelle blu.
La sigla della serie, The Addams Family Theme, è la medesima della serie televisiva originale del 1964, ma è stata ri-registrata da un cantante con una voce di basso profondo.

## Distribuzione
La serie è stata trasmessa dal 12 settembre 1992 al 6 novembre 1993 sul canale ABC.

## Merchandising
- La Playmates produce una serie di nove action figure basate sui personaggi della serie. Queste includono Gomez, Morticia, lo Zio Fester, Lurch, Pugsley, la Nonna e altri. Ogni figura ha diversi punti di articolazione, accessori e una carta con la biografia. Non venne realizzata nessuna pubblicità per questa serie di giocattoli.
- Nel 1992 la Pressman distribuí il gioco da tavolo The Addams Family Creepy Mansion Action Game, collegato alla serie animata.[1] Scopo del gioco è arrivare per primi in vetta alla casa degli Addams, facendo scalare al proprio segnalino - raffigurante uno degli Addams tra Morticia, Gomez, Mercoledì e Pugsley - i vari piani della casa di plastica, pieni di trappole e ostacoli.[1]
- Vennero inoltre pubblicati dei libri.